# Miguel Cáceres
Miguel Cáceres (Campo Nuevo, 6 giugno 1978) è un ex calciatore paraguaiano, di ruolo attaccante.